# Marquesado de San Román de Ayala
El marquesado de San Román de Ayala es un título nobiliario español creado el 25 de junio de 1691 por el rey Carlos II, con la denominación de marquesado de San Jorge, en favor de Domingo de Retes y Largacha.
El 21 de julio de 1797 el rey Carlos IV, cambió la denominación por la de marquesado de San Román, siendo desde ese momento María de Guadalupe de Moncada y Berrio su titular, que era descendiente de Mariana de Retes y Ortiz de Largacha.
En 1916, Alfonso XIII rehabilitó el título y lo concedió a Juan de Urruela y Morales, con la denominación de «marquesado de San Román de Ayala», convirtiéndose así en el V marqués.

## Marqueses de San Román de Ayala
|                                 | Titular                                                 | Periodo                | Denominaciones del Título        |  |
| Creación por Carlos II          | Creación por Carlos II                                  | Creación por Carlos II | Creación por Carlos II           |  |
| ------------------------------- | ------------------------------------------------------- | ---------------------- | -------------------------------- |  |
| I                               | Domingo de Retes y Largacha                             | 1691-1707              | Marquesado de San Jorge          |  |
| II                              | .                                                       | .                      |                                  |  |
| III                             | María de Guadalupe de Moncada y Berrio                  | 1797-...               | Marquesado de San Román          |  |
| IV                              | .                                                       | .                      |                                  |  |
| Rehabilitación por Alfonso XIII |                                                         |                        |                                  |  |
| V                               | Juan de Urruela y Morales Palomo de Ribera y Valenzuela | 1916-1950              | Marquesado de San Román de Ayala |  |
| VI                              | José Luis de Urruela y Sanllehy                         | 1950-2007              |                                  |  |
| VII                             | .                                                       | .                      |                                  |  |

## Historia de los marqueses de San Román de Ayala
- Domingo de Retes y Largacha, I marqués de San Jorge.

(...)
- María de Guadalupe de Moncada y Berrio, como I marquesa de San Román luego el 21 de julio de 1797, descendiente de Mariana de Retes y Ortiz de Largacha.

(...)

## Rehabilitación en 1916
Tuvo sucesión el 27 de junio de 1916 por la rehabilitación de Alfonso XIII, pero esta vez con la denominación de marquesado de San Román de Ayala: 
- Juan de Urruela y Morales Palomo de Ribera y Valenzuela (1881-1947), V marqués de San Román de Ayala.

Casó con Águeda Sanllehy y Girona. Le sucedió el 31 de octubre de 1951 su hijo:
- José Luis de Urruela y Sanllehy (1930-), VI marqués de San Román de Ayala, III marqués de Retés.